# قطعنامه ۳۷ شورای امنیت
قطعنامه ۳۷ شورای امنیت سازمان ملل متحد که در تاریخ ۰۱ نوامبر ۱۹۴۷ تصویب شد، سندی بین‌المللی دربارهٔ مسئلهٔ اندونزی است. این قطعنامه طی نشست ۲۱۹ام با ۷ موافق، ۱ مخالف و ۳ ممتنع تصویب شد.